# Pedro Memelsdorff
Pedro Leonardo Memelsdorff (Buenos Aires, 1959) est un flûtiste, chef d'orchestre, musicologue argentin, spécialisé en musique ancienne et dans l'interprétation historiquement informée et la polyphonie médiévale. Il est un notable interprète de flûte douce et de ses dérivés. Entre 2013 et 2015, il a été directeur de la Schola Cantorum de Bâle.

## Biographie
Pedro Memelsdorff naît à Buenos Aires. Il émigre en Europe en 1977, où il étudie en la Schola Cantorum de Bâle et au Conservatoire Sweelinck d'Amsterdam. Il est diplômé d'un doctorat en musicologie de l'Université d'Utrecht.
Il collabore avec Jordi Savall et l'ensemble Hespèrion XX depuis 1980. En 1987, il fonde son propre groupe, appelé Mala Punica avec lequel a réalisé une série d'enregistrements. Il effectue des tournées en Europe, en Amérique du Nord et en Amérique latine. Il forme un duo avec le pianiste et claveciniste Andreas Staier, avec lequel il joue en tournées de concerts et a gravé un disque.
Comme chercheur et musicologue, il a publié dans les revues : Acta musicologica, Studi musicali, Plainsong and Medieval Music, Ricercare et d'autres publications spécialisées.
Entre 2013 et 2015, il a été directeur de la Schola Cantorum de Bâle. Il est également professeur à l'École supérieure de musique de Catalogne à Barcelone, où il dirige le master de musique ancienne. 
Il dirige les séminaires de musique ancienne à la Fondation Giorgio Cini de Venise. Il a été professeur à l'École civique de musique de Milan et à la Haute école de Zurich. 
En 2010 et 2011, il enseigne à l'université de Saarland en Allemagne et en 2010, il est invité comme conférencier à l'Université de Berkeley.

## Publications

### Articles et conférences
- 2014 : « What's in a Musical Manuscript? MS Faenza 117 and Its Newly Revised Context », Université Harvard, Conférence
- 2014, 17 septembre : « Dolce sinfonia di Paradiso. Tre commenti sulla musica e il silenzio nel cielo di e dopo Dante », Université de la Suisse italienne, Istituto di Studi Italiani.
- 2011 : « Echi d’influenze pirrottiane in sessant’anni di ricerca musicologica », dans Musicologia fra due continenti: l’eredità di Nino Pirrotta (p. 185-208). Rome, Accademia Nazionale dei Lincei.
- 2011, 18 janvier : « 'Vuoto legale'. Contrappunto a tre e teoria implicita nel primo Quattrocento italiano ». Pavie (Italie), Conférence à la Scuola di Paleografia e Filologia Musicale, Università degli Studi di Pavia.
- 2011, novembre 9 : « The Codex Faenza and the MS. Mantova 518 ». Sarrebruck, conférence au département de musicologie de l'Université de la Sarre.
- 2010 : Avec B. Latour et P. Gagliardi, « Coping with the Past. Creative Perspectives on Conservation and Restoration ». Florence, Olschki. (BNF 42246198)
- 2010, 27 mai : « Matteo da Perugia and the 'Ars contratenoris' ». Sarrebruck, conférence au département de musicologie de l'Université de la Sarre.
- 2010 : The Music of Theory. Theorist-Composers in Late Medieval Italy. 2010 Ernest Bloch Lecture Series : Université de Berkeley, California (2010, januari 22 - 2010, april 30). Overig prod. v. wetensch. act.
- 2009 : « 'Ars non inveniendi' : Riflessioni su una straw-man fallacy e sul contratenor quale paratesto », dans Acta musicologica vol. 81 (p. 1-22) [lire en ligne]
- 2009, 28 septembre : The Codex Faenza 117 and the Transmission of instrumental Polyphony in Late Medieval Italy, conférence à la Schola Cantorum de Bâle.
- 2009 : « 'Ore Pandulfum'. Il contratenor come glossa strutturale », dans M.T. Barezzani & R. Tibaldi (éds.), Musica e liturgie nel medioevo bresciano (secoli XI-XV) (p. 381-420). Brescia, Fondazione Civiltà Bresciana.
- 2008 : P. Memelsdorff (éd.),Journal of the Alamire Foundation.
- 2008, 23 octobre : The Italian Ars subtilior. National Gallery of Ireland, Dublin, conférence publique.
- 2008, 6 mars : 'Le grant desir'. Reflections on Matteo da Perugia, Wellesley College, Boston, Massachusetts, conférence.
- 2008, 20 février : Faenza 117. Scribes and readers. Université de Caroline du Nord à Chapel Hill, conférence.
- 2008, 25 février : On the structure of Faenza 117. Université de Californie à Berkeley, conférence.
- 2008 : Artist in residence. Creativity Project: Mondavi Center for the Performing Arts, Université de Californie à Davis (26 février  – 3 mars 2008). Overig prod. v. wetensch. act.
- 2010 : « 'Lacuna'. The Restoration of Past Sound », dans B. Latour, P. Gagliardi & P. Memelsdorff (éds.), Coping with the Past. Creative Perspectives on Conservation and Restoration (p. 47-79). Florence, Olschki.
- 2007, 14 mai : « Codicological considerations on Faenza 117 ». Fondazione Ugo e Olga Levi (it), Venise (Italie), organisé par la fondation Giorgio Cini, Venezia, séminaire international 'The Codex Faenza 117 and the Alternatim in Late Medieval Italy'.
- 2006 : « John Hothby, Lorenzo il Magnifico e Robert Morton in una nuova fonte manoscritta a Mantova ». Dans Acta musicologica vol. 78 (p. 1–32). (OCLC 882888284) [lire en ligne]
- 2006 : « Bespreking van het boek Il codice Rossiano 215. Madrigali, Ballate, una caccia, un rotondello, edizione critica e studio introduttivo », dans Il saggiatore musicale, 13, p.427–429.
- 2008 : « 'Ars modernior'. Le avanguardie musicali italiane del primo Quattrocento », dans Mario Ruffini et Gerhard Wolf (éds.), Musica e Arti figurative. Rinascimento e Novecento (p. 59–73). Venise, Marsilio Editori. [sommaire en ligne] (OCLC 887371140)
- 2009 : « 'Equivocus'. Per una nuova lettura del rapporto testo-musica nel Trecento italiano », dans Francesco Zimei (Ed.), Dolci e nuove note. Atti del Quinto Convegno Internazionale del Centro Studi sull’Ars nova del Trecento (p. 143–187). Lucques, LIM, Libreria Musicale Italiana.
- 2003 : Artiste choisi par György Ligeti pour son festival Musique à Milan/Teatro alla Scala. Festival Milano Musica/Teatro alla Scala, Milano. Overig prod. v. wetensch. act.
- 2003 : Hanna Kiel Fellow at Villa I Tatti, The Harvard Center for Italian Renaissance Studies. Overig prod. v. wetensch. act.
- 2005 : 'Vilage': fortuna e filiazione di un Credo di Zacara, dans Francesco Zimei (éd.), Antonio Zacara da Teramo e il suo tempo (p. 301–335). Lucques, LIM, Libreria Musicale Italiana.
- 2004 : « New music in the Codex Faenza 117 », dans Plainsong and Medieval Music (tradcution d'Hugh Ward-Perkins), Cambridge University Press, 13/2 (2004), p. 141–161. (OCLC 780856999)
- 2002 : « What's in a sign? : the [natural chromatic sign] and the copying process of a medieval manuscript : the Codex Modena, Biblioteca Estense, a.M.5.24 (OLIM LAT. 568) », Florence, Olschki (p. 255–279) (OCLC 780857582)
- 1997 : Artiste en résidence. Centre européen pour la recherche et l'interprétation des musiques médiévales : Fondation Royaumont, Paris. Overig prod. v. wetensch. act.

### Ouvrages
- The Codex Faenza 117: Instrumental Polyphony in Late Médiéval Italy. Introductory Study and Facsimile, Lucques, LIM, Libreria Musicale Italiana (Ars Nova, nuova ser. 3), 2012 (OCLC 853791710)
- The Filiation and Transmission of Instrumental Polyphony in Late Medieval Italy : The Codex Faenza 117. Thèse de doctorat, Université d'Utrecht, 2010. Sous la direction de Karl Kügle.
- Coping with the Past. Creative Perspectives on Conservation and Restoration, Olschki, 2010

## Discographie
- Delight in disorder : Musique anglaise du XVIIe siècle pour flûte et clavecin. William Lawes, Henry Lawes, John Playford, Ayres, battles, suites, ballets et grounds - Pedro Memelsdorff, flûte à bec ; Andreas Staier, clavecin (28–31 janvier 1994, Deutsche Harmonia Mundi 88697568262) (OCLC 787869816), (BNF 42215253)

Avec Jordi Savall
- El canto de la Sibila. 2, Galicia, Castilla - Montserrat Figueras, soprano ; Pedro Memelsdorff, flûte ; Andrew Lawrence-King, harpe et psaltérion ; la Capella reial de Catalunya, dir. Jordi Savall (1996, Astrée ES9942) (BNF 38364391)
- Diáspora Sefardí, Romances & Música Instrumental (Alia Vox 9809)

Voir également : la discographie de l'ensemble Mala Punica.